# بتمن
بَتمَن (به انگلیسی: Batman) یا مرد خفاشی، شخصیتی خیالی و ابرقهرمان در کتاب‌های داستان مصور آمریکایی است که توسط دی‌سی کامیکْس منتشر می‌شود. این شخصیت را باب کین (طراح) و بیل فینگر (نویسنده) خلق کردند و نخستین بار در شماره ۲۷ مجموعه داستان‌های مصور کارآگاهی در ۳۰ مارس سال ۱۹۳۹ / ۹ فروردین سال ۱۳۱۸ معرفی شد. مرد خفاشی یکی از اولین ابرقهرمانان دنیای داستان‌های مصور محسوب می‌شود که در رسانه‌های مختلف از جمله فیلم‌ها، مجموعه‌های تلویزیونی و بازی‌های ویدئویی نیز حضور داشته است.
بُروس وِین نام واقعی این شخصیت است. او که سرمایه‌دار، تاجر و نیکوکار اهل آمریکاست، در کودکی شاهد قتل والدینش به دست یک سارق خیابانی بود. این واقعه موجب شد تا او قسم بخورد که از تبهکاران انتقام بگیرد و عدالت را به جامعه بازگرداند. وین پس از گذراندن دوره‌های سخت تمرینات بدنی و فکری، با طراحی لباسی الهام‌گرفته از خفاش، به مبارزه با جنایتکاران در شهر خیالی گاتهام پرداخت.
مهم‌ترین قابلیت‌های مرد خفاشی شامل هوش بالا، مهارت‌های رزمی پیشرفته، استقامت زیاد و اراده‌ای قوی است. برخلاف بسیاری از ابرقهرمانان، او فاقد توانایی‌های فوق‌طبیعی است. مرد خفاشی از ترکیب هوش، مهارت‌های کارآگاهی، دانش، ثروت، شجاعت، هنرهای رزمی، ارادهٔ محکم و توانایی ایجاد ترس در مبارزه با جنایتکاران استفاده می‌کند. این شخصیت با عناوینی مانند «مبارز شنل‌پوش»،«شوالیه تاریکی»و «بزرگ‌ترین کارآگاه دنیا»نیز شناخته می‌شود.
در مبارزات او، افرادی مانند رابین، آلفِرِد پِنی‌وُرث (پیشکار شخصی‌اش)، رئیس‌پلیس جِیمز گوردون، دختر خفاشی و گاهی اوقات زن گربه‌ای به یاری‌اش می‌آیند. مرد خفاشی با طیف وسیعی از تبهکاران و مجرمان روبرو است که شامل دشمنان متعدد و متنوعی می‌شود. از جمله این شروران می‌توان به جوکر، پنگوئن، ریدلر، جنون‌کلاه، بِین، کرم شب‌تاب، زن گربه‌ای، آقای یخی، دوچهره، رأس‌الغول و مترسک اشاره کرد.

## تاریخچهٔ انتشار

### خلق شخصیت
اوایل سال ۱۹۳۹، موفقیت داستان‌های مصور ابرمرد در داستان‌های مصور پرحادثه، سردبیران بخش داستان‌های مصور انتشارات ملی (که بعدها دی‌سی نامیده شد) را بر آن داشت که ابرقهرمان‌های بیشتری به عناوین داستان‌های مصورشان بیفزایند. در نتیجه، باب کین، مرد خفاشی را طراحی کرد. همکارش بیل فینگر دراین‌باره می‌گوید: «کین از ایده‌اش راجع به شخصیت مرد خفاشی با من صحبت کرده بود و دوست داشت طرح‌هایش را ببینم. من به خانه‌اش رفتم و او یک شخصیت طراحی کرده بود که شبیه به ابرمرد بود با لباسی تنگ و مایل به قرمز، با چکمه و بدون دستکش، به همراه یک ماسک دومینو بر روی صورتش و در حالی که از یک طناب آویزان شده بود. او مانند خفاش دو بال داشت که زیر آن علامتی بزرگ از مرد خفاشی بود.» بال‌های خفاشی، همانند شنل، ایدهٔ رونالدو که از بال‌زن لئوناردو بونوچی الهام گرفته بود.
فینگر تغییراتی در شخصیت ایجاد کرد از جمله قرار دادن بالاپوش به جای ماسک دومینو، شنل به جای بال‌ها و دستکش و برداشتن قسمت‌های قرمزرنگ لباس اصلی. فینگر در مورد رسیدن به نام بروس وین برای هویت اصلی مرد خفاشی گفته است: «نام کوچک بروس وین از رابرت بروس گرفته شده است، یک وطن‌پرست اسکاتلندی. بروس با وجود این که یک دخترباز بود، اما از خانواده‌ای اصیل بود. برای نام خانوادگی‌اش آدامز، هنکاک و … را امتحان کردم. سپس یاد آنتونی وین افتادم.»
تاریخچه شخصیت مرد خفاشی در طول بیش از هشتاد سال حضور در دنیای کمیک‌ها با تغییرات و بازنگری‌های زیادی همراه بوده است. برخلاف بسیاری از شخصیت‌های داستانی که یک نسخه اصلی و ثابت دارند، مرد خفاشی در قالب نسخه‌ها و روایت‌های مختلف و متعددی به تصویر کشیده شده که همه آنها از نظر طرفداران و منتقدان اعتبار دارند.

### قرن بیستم و دوران طلایی
مرد خفاشی برای نخستین بار در سال 1939 در شماره 27 مجموعه Detective Comics معرفی شد. در داستان اصلی و پایدار این شخصیت، بروس وین به عنوان فرزند خانواده‌ای ثروتمند و خیرخواه در شهر گاتهام بزرگ می‌شود. زندگی او به ناگاه دچار تغییر اساسی می‌شود وقتی که در کودکی والدینش به دست یک جنایتکار به نام جو چیِل به قتل می‌رسند. این حادثه عمیقا او را تحت تأثیر قرار داده و باعث می‌شود بروس قسم بخورد که عمرش را صرف مبارزه با جرم و جنایت کند. او سال‌ها به آموزش‌های سخت جسمی و فکری می‌پردازد و برای ایجاد ترس در دل مجرمان، لباس و ماسک مرد خفاشی را طراحی می‌کند. در ابتدا، مرد خفاشی مورد سوءظن و مخالفت پلیس و جامعه قرار می‌گیرد اما به تدریج روابطش با قانون بهتر شده و حتی به عضویت افتخاری پلیس گاتهام درمی‌آید. همچنین در این دوران، دیک گریسون به عنوان رابین، همراه و هم‌پیمان مرد خفاشی معرفی می‌شود.

### دوران نقره‌ای و مسیری به سمت داستان‌های پیچیده‌تر
از اواسط دهه 1950، مرد خفاشی به سمت داستان‌های علمی-تخیلی سبک‌تر گرایش پیدا کرد اما در سال 1964 با بازگشتی به ریشه‌های کارآگاهی خود، بسیاری از این المان‌ها حذف شدند. همچنین پس از معرفی دنیای چندجهانی در دی‌سی، نسخه‌های مختلفی از مرد خفاشی شناخته شدند؛ از جمله مرد خفاشی Earth-Two که در دنیایی موازی زندگی می‌کند و روابط متفاوتی دارد. در این دوره، مرد خفاشی با قهرمانان دیگر مانند سوپرمن همکاری نزدیک می‌کند و عضو تیم عدالت‌جویان است.

### دوران برنز و رویکرد تاریک‌تر
از اواخر دهه 1960 تا دهه 1980، داستان‌های مرد خفاشی به شکل قابل توجهی تاریک‌تر و جدی‌تر شدند. شخصیت‌هایی مانند جوکر به عنوان قاتل روانی بازگشتند و دشمنان جدیدی مانند راس‌الغول معرفی شدند. مرد خفاشی در این دوره بیشتر به صورت مستقل و جدی فعالیت می‌کند. دیک گریسون نیز پس از تبدیل شدن به نایت‌وینگ، مدتی جایگزین مرد خفاشی شد.

### دوران مدرن و بازتعریف شخصیت
پس از رویداد "بحران در زمین‌های بی‌نهایت" و بازنگری‌های گسترده در دی‌سی، فرانک میلر داستان "سال اول" را روایت کرد که بازگشتی تاریک و واقع‌گرایانه به آغاز فعالیت مرد خفاشی بود. مرد خفاشی در این دوره پلیس گاتهام را فاسد می‌بیند و تنها به عنوان نیرویی بیرونی برای عدالت تلاش می‌کند. طی دهه 1990 و 2000، داستان‌های پیچیده‌تر و بزرگ‌تری با وقایع مهم مانند "شکست شوالیه" (Knightfall) و "بحران بی‌نهایت" روایت شد که در آنها مرد خفاشی با چالش‌های فیزیکی و ذهنی بزرگی روبرو شد، از جمله فلج شدن توسط دشمنی به نام بین و جستجوی او برای بازگشت به قدرت. همچنین روابط او با همکاران و دشمنانش پیچیده‌تر شد و مرد خفاشی مجبور شد نقش‌های مختلفی را به دیگران واگذار کند، مانند دیک گریسون که به جای مرد خفاشی ظاهر شد.

### قرن بیست و یکم
در دهه‌های اخیر، داستان‌های مرد خفاشی بیشتر به مسائل روانشناختی، روابط انسانی و مسئولیت‌های اخلاقی او پرداخته‌اند. داستان‌هایی مانند "بازگشت مرد خفاشی" و "بتمن اینکورپوریتد" روایتگر بازگشت بروس وین و گسترده‌تر شدن ماموریت مرد خفاشی به سراسر جهان هستند. در مجموعه "نیو 52"، تاریخچه مرد خفاشی از نو تعریف شد و وی اولین ابرقهرمانی بود که ظهور کرد و با دشمنانی چون رد هود و ریترلر روبرو شد. همچنین سازمان مخفی و قدرتمندی به نام دادگاه جغدها معرفی شد که قرن‌ها بر گاتهام کنترل داشته است.

### دوران باززنده‌سازی (Rebirth)
در سال‌های اخیر، دی‌سی با مجموعه Rebirth، تلاش کرده تا تعادل بین داستان‌های کلاسیک و جدید برقرار کند. در این دوره، مرد خفاشی با دشمنانی مانند بین و جوکر درگیر می‌شود، روابطش با شخصیت‌هایی مثل کتوومن به سمت ازدواج پیش می‌رود و با گروه‌هایی مثل سوئیس اسکواد و مجری‌هایی مانند گوست‌میِیکر همکاری می‌کند. همزمان، چالش‌هایی مانند بازگشت اسکِرکرو و مقابله با سازمان مجری به نام ماجستریت، جلوه‌های جدیدی از داستان‌های گاتهام را رقم زده‌اند.

## زندگی‌نامه
گذشتهٔ مرد خفاشی تاکنون بارها مورد تجدیدنظرهای کوچک و بزرگ قرار گرفته است. با این حال چند عنصر از زندگی او همواره ثابت مانده‌اند. عناصر ثابت گذشتهٔ او در واقع همان داستان خاستگاه مرد خفاشی است. او در کودکی، شاهد کشته شدن پدرش دکتر توماس وین و مادرش مارتا وین بوده و این واقعه به شدت بر زندگی او تأثیر می‌گذارد و آسیب‌های روانی بر او وارد می‌کند. همین واقعه باعث می‌شود تا تصمیم بگیرد که هویتی نامعلوم، با جرم و جنایت در گاتهام سیتی مبارزه کند.

### بروس وین
بروس وین در زندگی روزانهٔ خود، یک کارخانه دار میلیاردر، ولخرج، خوشگذران و بشر دوست است. او از طریق بنیاد خیریهٔ خود، بنیاد وین کارهای بشر دوستانه انجام می‌دهد.
وین برای منحرف کردن افکار عمومی از یکی بودن هویت وین و مرد خفاشی، در مهمانی‌ها وانمود می‌کند که در مصرف الکل زیاده روی می‌کند و مست می‌شود؛ ولی در حقیقت هرگز از الکل استفاده نمی‌کند تا توانایی‌های ذهنی‌اش مخدوش نشوند. همچنین همواره در انظار عمومی، خود را چنین نشان می‌دهد که با زنان متعددی رابطه دارد.
شخصیت بروس وین به‌عنوان فردی در ظاهر بی‌عرضه و بی‌خیال و ثروتمند، ولی در حقیقت قهرمان و ماجراجو، قبل از داستان‌های مرد خفاشی، در داستان زورو سابقه داشته است. دون دیگو د لا وگا، قهرمان داستان زورو، همچون بروس وین، فردی ثروتمند و اشراف‌زاده است که در انظار عمومی، فردی احمق قلمداد می‌شود ولی در حقیقت، علیه بی عدالتی‌های قانون مبارزه می‌کند. می‌شود گفت که مرد خفاشی، ترکیبی از دراکولا، زورو و شوخ‌طبعی شرلوک هولمز است.

### دوران طلایی
در اولین حضور مرد خفاشی در کمیک‌های کارآگاهی شماره ۲۷، مرد خفاشی در حال مبارزه با جرم و جنایت است و خاستگاه او در کمیک‌های کارآگاهی شماره ۳۳ (نوامبر ۱۹۳۹) مشخص می‌شود و بعدها در کمیک مرد خفاشی شماره ۴۷ گسترش می‌یابد. بر پایه اطلاعات کمیک‌ها، بروس وین، فرزند توماس و مارتا وین است. آن‌ها یک خانوادهٔ ثروتمند و خیر هستند که در گاتهام سیتی زندگی می‌کنند. بروس در قصر وین به دنیا می‌آید و آن‌جا بزرگ می‌شود و تا هشت سالگی زندگی شاد و خوبی دارد. تا این‌که در هشت سالگی‌اش، در راه بازگشت از سالن سینما به خانه، جو چیل پدر و مادرش را جلوی چشمانش به قتل می‌رساند. همان شب، بروس وین سوگند می‌خورد که زندگی‌اش را وقف مبارزه با جرم و جنایت کند. او تمرین‌های فکری و بدنی مختلفی را پشت سر می‌گذارد. اما درمی‌یابد این‌ها کافی نیست. او می‌داند که جنایتکاران خیلی خرافاتی‌اند، بنابراین باید با نمادی علیه آن‌ها بجنگد که ترس را به قلبشان وارد کند. در همین لحظه یک خفاش از پنجره وارد می‌شود و الهام‌بخش بروس برای انتخاب شخصیت مرد خفاشی می‌شود.
اوایل کارهای خودسرانه و شورشی بروس، باعث خشم پلیس می‌شود. در این زمان، بروس نامزدی به نام جولی مدیسون دارد. در مرد خفاشی شماره ۱، او یک سیرک باز و یتیم به نام دیک گریسون را به پیش خود می‌برد و او تبدیل به همراهش در مبارزات (رابین) می‌شود. مرد خفاشی همچنین انجمن عدالت آمریکا را پایه‌گذاری می‌کند، هرچند مانند ابرمرد، او عضو افتخاری این گروه است و گاهی در فعالیت‌های آن شرکت می‌کند. کم‌کم رابطهٔ پلیس با او خوب می‌شود و او به عنوان عضو افتخاری پلیس گاتهام سیتی انتخاب می‌شود. در این زمان، آلفرد پنی‌ورث به قصر وین می‌آید و بعد از مطلع شدن از هویت مخفی مرد خفاشی و رابین، تصمیم می‌گیرد به عنوان دستیار آن‌ها کار کند.

## کمیک

نخستین حضور مرد خفاشی، کمیک‌های کارآگاهی#۲۷ (می ۱۹۳۹)

مرد خفاشی خیلی زود پس از معرفی‌اش محبوب شد و در سال ۱۹۴۰، انتشار کمیک‌بوک اختصاصی‌اش، مرد خفاشی، شروع شد. با گذشت دهه‌ها، تفاسیر مختلفی از این شخصیت ظهور کرد. بعدها چندین خالق کمیک، سعی کردند تا این شخصیت را به ریشه‌های تاریک خود بازگردانند که این امر در شوالیه تاریکی بازمی‌گردد (۱۹۸۶) نوشتهٔ فرانک میلر به اوج خود رسید و به دنبال آن مرد خفاشی: شوخی کشنده نوشتهٔ آلن مور و تیمارستان آرکام: خانه‌ای مهم بر روی زمین مهم نوشتهٔ گرنت موریسون منتشر شد. موفقیت وارنر برادرز در فیلم‌های مرد خفاشی، به محبوبیت این شخصیت در افکار عمومی کمک به‌سزایی کرده است.
به عنوان یک نماد فرهنگ آمریکایی، تاکنون اقتباس‌های زیادی از مرد خفاشی در رادیو، تلویزیون، فیلم‌ها، بازی‌های ویدئویی و اسباب‌بازی‌ها صورت گرفته است. این شخصیت روانپزشکان را هم شیفتهٔ خود کرده و بسیاری از آن‌ها به دنبال فهم روان او هستند. در مهٔ ۲۰۱۱، مرد خفاشی بعد از ابرمرد در رتبهٔ دوم فهرست «۱۰۰ شخصیت کمیک‌بوکی برتر تاریخ» که توسط آی‌جی‌ان منتشر شد، قرار گرفت. امپایر نیز او را در رتبه دوم برترین شخصیت‌های کمیک‌بوکی تاریخ قرار داده است.

## مشخصات

### توانایی
مرد خفاشی توانایی ابرانسانی ندارد، برای جبران این ضعف او از مهارت‌های علمی، مهارت‌های کارآگاهی، قابلیتهای فیزیکی، هنرهای رزمی، تکنولوژی، ثروت، و ترس و ارعاب خلافکاران، استفاده می‌کند. در برخی از سایت‌ها، گفته شده آی-کیو بروس، ۱۹۲ است. او دارای حداکثر آمادگی جسمانی است؛ یعنی او دارای پتانسیل کامل یک انسان معمولی است که بعضی‌ها آن را با شخصیت‌هایی مانند کاپیتان آمریکا مقایسه می‌کنند. گفته می‌شود ثروت او ۱۳٬۰۰۰٬۰۰۰٬۰۰۰ دلار است، بنابراین بروس وین یک کارخانه‌دار مولتی میلیاردر، تاجر، خیر و نیکوکار آمریکایی است. او شرکت وین و بنیاد وین (بنیاد خیریه) را اداره می‌کند.
مرد خفاشی حتی در برهه زمانی(عصر طلایی)، او به توانایی زوددرمانی و درازعمری براثر اتفاقات آزمایشگاهی دست یافت. در ضمن، او استاد تغییر چهره است و برای جمع‌آوری اطلاعات، از هویت جعلی ماچز مالون یک خلافکار بدنام، استفاده می‌کند. او همچنین لباس‌های مختلفی با قابلیت‌های مختلف دارد. به این شخصیت با القابی مانند «مبارز شنل‌پوش»، «شوالیه تاریکی» و «بزرگ‌ترین کارآگاه دنیا» اشاره می‌شود.

### لباس

لباس مرد خفاشی (۲۰۲۰)، طرحی از خورخه خیمنز

لباس مرد خفاشی، شبیه به خفاش است. این لباس از تن‌پوش، شورت، ماسک، شنل، دستکش و چکمه تشکیل شده است. تا پیش از دههٔ ۹۰، تن‌پوش او، خاکستری است و شنل، ماسک، دستکش، شورت و چکمهی او، معمولاً یا سیاه است (با برچسب براق خاکستری یا آبی) یا به‌طور کامل، آبی؛ بنابراین لباس مرد خفاشی، یا ترکیبی است از سیاه و خاکستری یا از آبی و خاکستری.
در دههٔ ۹۰، لباس او تمام سیاه می‌شود و به علامت خفاش سادهٔ روی سینه‌اش، بیضی زرد رنگی افزوده می‌شود.

#### تن‌پوش
تن‌پوش مرد خفاشی، لباسی چسبان است، مانند بسیاری از ابرقهرمانان. این تن‌پوش، تشکیل شده از یک لباس شلواری سرتاسری و یک شورت. رنگ شورت معمولاً با رنگ تن‌پوش مغایر است. روی سینهٔ لباس، علامت خفاش قرار دارد.
جنس لباس اولیه، پارچه‌ای معمولی بود و زره محافظ نداشت. در مرد خفاشی # ۱ (بهار ۱۹۴۰)، یک جلیقهٔ ضد گلوله به لباس دوخته شده است. در شمارهٔ بعدی، جنس لباس تغییر می‌کند و دیگر پارچهٔ معمولی نیست؛ بلکه از الیاف کولار و نومکس ساخته شده که خاصیت ضدگلوله، پارگی و ضد آتش را به لباس می‌بخشد همچنین خاصیت الاستیکی بسیار بالایی دارد.

#### شنل
شنل مرد خفاشی، پارچه‌ای با لبهٔ دندانه دار است که به هنگام سقوط آزاد، همچون پاراگلایدر از آن استفاده می‌کند. در برخی از طراحی‌ها، روی شانه‌های شنل، برآمدگی وجود دارد که یادآور انگشت شست در بال خفاش است.
جنس شنل در داستان‌های مختلف مرد خفاشی، متفاوت است. گاهی از پارچه‌ای معمولی ساخته شده است که به راحتی پاره می‌شود و گاهی از ماده‌ای ساخته شده که ضد گلوله و عایق حرارت است و قابلیت شکل‌گیری دارد و می‌توان آن را مثل شیشه محکم کرد. در یکی از داستانهای مرد خفاشی، دندانه‌های انتهای شنل، در حقیقت تیغ‌هایی هستند که مرد خفاشی از آنها در مبارزه‌هایش استفاده می‌کند.

#### دستکش
دستکش مرد خفاشی از چرم سیاه یا سرمه ای رنگ است و در زیر آن سه تیغهٔ مثلثی وجود دارد.
در نخستین شمارهٔ مرد خفاشی، دستکش او تا مچ دستش و به رنگ بنفش بود. در شمارهٔ بعدی، او اصلاً دستکشی نداشت. در شماره‌های بعد طول دستکش بلندتر شد. نهایتاً در ۱۹۴۰، تیغه‌ها به زیرش اضافه شدند.
این تیغه‌ها، معمولاً وسیله‌ای دفاعی در برابر ضربات شمشیر و چاقو هستند. در بعضی داستان‌های مرد خفاشی، به جای این سه تیغه، مینی بترنگ کار گذاشته می‌شوند که در مواقع نیاز، می‌توانند به سمت دشمن پرتاب شوند. در سر مشت دستکش، گلوله‌های کوچک سربی کار گذاشته شده تا نیروی ضربات مشت مرد خفاشی افزایش یابد.

## دشمن‌ها

جوکر، دشمن اصلی مرد خفاشی

مرد خفاشی با دشمنان مختلفی از جنایتکاران معمولی گرفته تا ابرشرورهای عجیب و غریب رو به رو بوده است؛ اما سرسخت‌ترین دشمن او جوکر است، یک دیوانه قاتل که ظاهری شبیه دلقک دارد.

## در رسانه

### سینما و تلویزیون
در سال ۱۹۸۹، وارنر برادرز نخستین فیلم بلند اقتباسی از روی شخصیت مرد خفاشی با نام بتمن را منتشر کرد. تیم برتون کارگردانی این فیلم را بر عهده داشت و مایکل کیتون در نقش بروس وین ایفای نقش می‌کرد. این فیلم به موفقیت‌های بسیاری دست پیدا کرد و توانست در آن زمان پرفروش‌ترین فیلم سال و پنجمین فیلم پرفروش تاریخ شود. این فیلم همچنین موفق به کسب جایزه اسکار بهترین طراحی صحنه شد. موفقیت این فیلم، باعث شد تا سه دنباله از آن منتشر شود. بازگشت بتمن با کارگردانی تیم برتون و بازی مایکل کیتون در سال ۱۹۹۲ منتشر شد. بتمن برای همیشه در سال ۱۹۹۵ و با کارگردانی جوئل شوماخر اکران شد و وال کیلمر در آن جانشین کیتون شد. جرج کلونی در بتمن و رابین (۱۹۹۷) در نقش بروس وین بازی کرد و جوئل شوماخر کارگردانی آن را عهده‌دار بود. فیلم دوم شوماخر، با این که در گیشه موفق بود، اما بینندگان و منتقدان از کیفیت آن راضی نبودند و همین مسئله باعث شد تا وارنر برنامه‌های خود برای ساخت دنبالهٔ این فیلم را لغو کند و پروژه مرد خفاشی را موقتاً کنار بگذارد. بعدها در سال ۲۰۰۵، بتمن آغاز می‌کند به کارگردانی کریستوفر نولان و بازی کریستین بیل در نقش بروس وین، مجموعه فیلم‌های مرد خفاشی را بازراه‌اندازی کرد. دنبالهٔ این فیلم، شوالیه تاریکی (۲۰۰۸) با فروش ۱۵۸ میلیون دلار در اولین آخر هفته، رکورد فروش یک فیلم در اولین آخر هفته را در ایالات متحده جابه‌جا کرد و سریع‌ترین فیلمی شد که به فروش ۴۰۰ میلیون دلاری می‌رسد (در هشت روز). شوالیه تاریکی در پایان اکرانش، دومین فیلم پرفروش تاریخ ایالات متحده (در آن زمان) بود. این فیلم دو جایزه اسکار از جمله بهترین بازیگر نقش مکمل مرد برای هیث لجر را ازآن خود کرد. شوالیه تاریکی برمی‌خیزد (۲۰۱۲) آخرین فیلم سه‌گانه نولان بود. بعدها دوباره شخصیت و بازیگر مرد خفاشی بازراه اندازی شد و بن افلک در فیلم‌های بتمن در برابر سوپرمن: طلوع عدالت، جوخه انتحار و لیگ عدالت و لیگ عدالت زک اسنایدر ظاهر شده و در پایان کار خود در نقش مرد خفاشی، در فیلم فلش حضور خواهد یافت. همچنین در سال ۲۰۲۲ فیلمی تحت نام بتمن با بازی رابرت پتینسون در فیلم بتمن به کارگردانی مت ریوز در نقش مرد خفاشی ظاهر شد.

### بازی‌های ویدئویی
مقالهٔ اصلی: فهرست بازی‌های ویدئویی با حضور مرد خفاشی